# Пасхазий (епископ Неаполя)
Пасхазий (лат. Paschasius, итал. Pascasio; умер в 615) — епископ Неаполя (601—615).

## Биография
Основной исторический источник о Пасхазии — написанная на рубеже VIII—IX веков анонимным автором первая часть «Деяний неаполитанских епископов».
О происхождении и ранних годах жизни Пасхазия сведений не сохранилось. После смерти в апреле или июле 600 года епископа Фортуната II между неаполитанцами долго шли споры о том, кто должен стать преемником скончавшегося епископа. Один за другим на эту должность были избраны два кандидата, диаконы Иоанн и Пётр, но они были отвергнуты папой римским Григорием I Великим как недостойные возглавить Неаполитанскую епархию. Только в январе 601 года состоялась интронизация нового епископа, которым стал Пасхазий.
Хотя Пасхазий управлял Неаполитанской епархией четырнадцать лет и шесть дней, о его деятельности ничего не известно. Он умер в 615 году, и его преемником в епископском сане был избран Иоанн III.